# Eugène Martin
Eugène Martin, född 24 mars 1915 i Suresnes, död 12 oktober 2006 i Aytré, var en fransk racerförare.
Martin tävlade i formel 1 säsongen 1950 då han körde två lopp för det franska fabriksstallet Talbot-Lago. Han var en av förarna i F1-premiären i Storbritannien 1950 och sedan i Schweiz 1950 men han bröt i båda loppen.